# 矢野音三郎
矢野音三郎（日语：やの おとさぶろう，1888年6月29日—1950年11月24日）為日本陸軍軍人。最終階級為陸軍中將。

## 經歷
山口縣出身。1910年（明治43年）5月、陸軍士官學校（22期）畢業。同年12月、任官陸軍步兵少尉，擔任步兵第7連隊付。1921年（大正10年）11月、陸軍大學校（33期）優等畢業。
1923年（大正12年）8月、任教育總監部課員。之後、歷任步兵第80連隊付、陸大専攻學生、陸軍步兵學校付、第10師團參謀等職務。1934年（昭和9年）3月、昇進步兵大佐，擔任關東軍司令部付。
1934年8月、任步兵第49連隊長。後任步兵学校教官。1937年（昭和12年）8月、擔任支那駐屯軍参謀副長，中日戰爭出征。之後任第1軍參謀。1937年（昭和12年）12月、進級陸軍少將。1938年（昭和13年）3月、就任第8國境守備隊長。後歷任國東軍參謀副長、参謀本部付、鎮海灣要塞司令官、北支那派遣憲兵隊司令官。1940年（昭和15年）8月、進升陸軍中將。1941年（昭和16年）6月、擔任駐蒙軍隷下第26師團長，迎接太平洋戰爭。
1942年（昭和17年）4月、任陸軍公主嶺學校長。同年7月、擔任教育總監部付。1943年（昭和18年）8月、編入預備役。